# Chelsea Kane

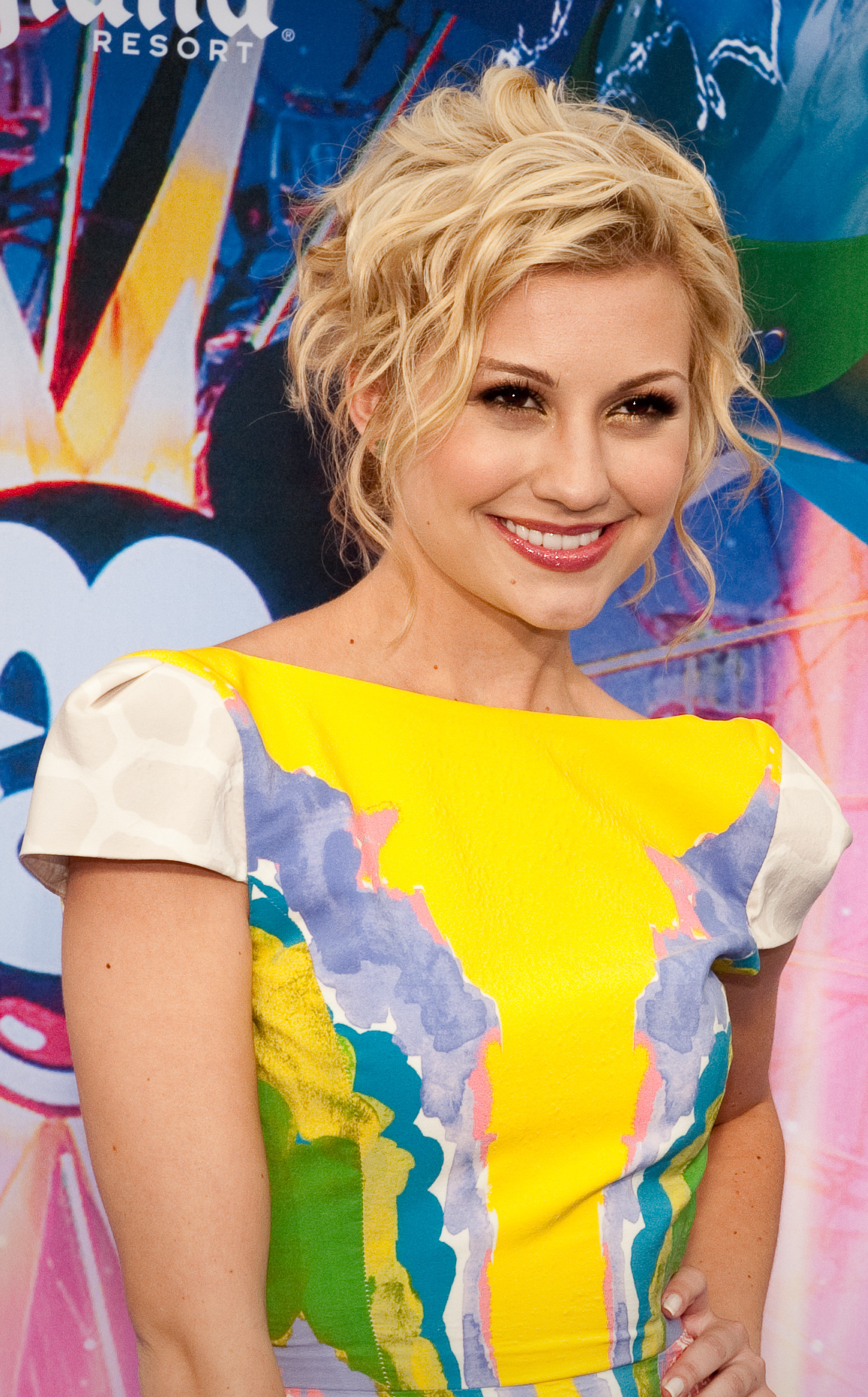
Chelsea Kane (2010)

Chelsea Kane (* 15. September 1988 in Phoenix, Arizona als Chelsea Kane Staub) ist eine US-amerikanische Schauspielerin und Sängerin, die mit den Rollen der Stella Malone in Jonas L.A. und der Alexis Bender in StarStruck – Der Star, der mich liebte bekannt wurde.

## Leben und Karriere
Chelsea Kane wuchs in Phoenix auf und besuchte dort die Mohave Middle School. Bevor sie nach Los Angeles zog, besuchte sie ein Jahr die Saguaro High School.
2007 bekam sie ihre erste Hauptrolle im Film Bratz. Daraufhin spielte sie die Rolle der Stephanie Jameson in dem Disney Channel Original Movie Minutemen – Schüler auf Zeitreise. Im selben Jahr hatte sie einen Gastauftritt in Die Zauberer vom Waverly Place. Bekannt wurde sie durch die Rolle der Stella Malone in der Disney-Channel-Serie Jonas L.A. 2010 spielte sie an der Seite von Sterling Knight in StarStruck – Der Star, der mich liebte.
2011 nahm sie an Dancing with the Stars, der US-amerikanischen Version von Let’s Dance, teil und erreichte mit ihrem Tanzpartner Mark Ballas den dritten Platz. 2012 übernahm sie in der neunten und letzten Staffel der CW-Serie One Tree Hill die Rolle der Tara. Ebenso hatte sie von Juni 2012 bis Mai 2017 eine Hauptrolle in der Comedyserie Baby Daddy inne. 2013 war sie in dem Musicalfilm Für immer jung in einer Hauptrolle zu sehen.

## Filmografie (Auswahl)

### Filme
- 2003: Arizona Summer
- 2007: Bratz
- 2008: Minutemen – Schüler auf Zeitreise (Minutemen, Fernsehfilm)
- 2009: Girlfriend
- 2010: StarStruck – Der Star, der mich liebte (StarStruck, Fernsehfilm)
- 2013: Für immer jung (Lovestruck: The Musical, Fernsehfilm)
- 2014: Category 5 (Fernsehfilm)
- 2014: Lighthouse (Fernsehfilm)
- 2018: Christmas by the Book (Fernsehfilm)

### Fernsehserien
- 2004: Summerland Beach (Summerland, Episode 1x01)
- 2004: Cracking Up (2 Episoden)
- 2004: Listen Up (Episode 1x03)
- 2008: Die Zauberer vom Waverly Place (Wizards of Waverly Place, Episode 1x15)
- 2009: Hannah Montana (Episode)
- 2009–2010: Jonas L.A. (Jonas, 34 Episoden)
- 2010–2014: Der Fisch-Club (Fish Hooks, 89 Episoden, Stimme von Bea Goldfishberg)
- 2011: The Homes (12 Episoden)
- 2011: Dancing with the Stars (Staffel 12)
- 2012: One Tree Hill (5 Episoden)
- 2012: CSI: Vegas (CSI: Crime Scene Investigation, Episode 12x17)
- 2012: Drop Dead Diva (Episode 4x13)
- 2012–2017: Baby Daddy
- 2016–2019: Hot Streets (20 Episoden, Stimme, diverse)
- 2019–2020: Archibald’s Next Big Thing (Stimme von Loy, Loy-Bot, 26 Episoden)
- 2020: The Expanding Universe of Ashley Garcia (4 Episoden)
- 2021: Archibald’s Next Big Thing Is Here (Stimme von Loy, 16 Episoden)
- 2022–2023: 9-1-1: Notruf L.A. (4 Episoden)